# The Skeptics Society
La Skeptics Society ("società degli scettici") è un'organizzazione USA no profit dedita alla promozione dello scetticismo scientifico e alla resistenza alla diffusione di pseudoscienza, superstizione e credenze irrazionali. La Skeptics Society è stata fondata da Michael Shermer come gruppo scettico nell'area di Los Angeles per sostituire i defunti scettici della California meridionale. Dopo il successo della sua rivista, Skeptic, introdotta all'inizio del 1992, divenne un'organizzazione nazionale ed in seguito internazionale. La missione dichiarata della Skeptics Society e della rivista Skeptic "è l'indagine sulle controversie scientifiche e pseudoscientifiche e la promozione del pensiero critico".

## Storia
La Skeptics Society è stata fondata nel 1992 e conta circa 50.000 membri in tutto il mondo. Shermer delinea il contesto per la fondazione della Skeptic Society "Il moderno movimento scettico è un fenomeno abbastanza recente che risale al classico di Martin Gardner del 1952, Fads and Fallacies in the Name of Science. I copiosi saggi e libri di Gardner degli ultimi quattro decenni hanno sfatato ogni sorta di affermazioni bizzarre, accoppiate alle innumerevoli sfide psichiche e apparizioni mediatiche di James "the Amazing" Randi negli anni '70 e '80 (incluse 36 apparizioni in The Tonight Show), hanno spinto il movimento scettico all'avanguardia della coscienza pubblica. Il filosofo Paul Kurtz ha contribuito a creare dozzine di gruppi di scettici negli Stati Uniti e all'estero, e il suo comitato per l'indagine scientifica sulle rivendicazioni del paranormale (CSICOP) mi ha ispirato a fondare la Skeptics Society e la rivista Skeptic".
Raccontando l'origine del nome dell'organizzazione, la Società afferma: "Alcune persone credono che lo scetticismo sia il rifiuto di nuove idee, o peggio, confondono lo "scettico" con il "cinico" e pensano che gli scettici siano un branco di scontrosi borbottoni che non vogliono accettare alcuna pretesa che sfida lo status quo. Questo è sbagliato. Lo scetticismo è un approccio provvisorio alle affermazioni. È l'applicazione della ragione a tutte le idee, non sono ammesse mucche sacre. In altre parole, lo scetticismo è un metodo, non una posizione. Idealmente, gli scettici non si dedicano ad un'indagine che sia chiusa alla possibilità che un fenomeno possa essere reale o che un'affermazione potrebbe essere vera. Quando diciamo di essere "scettici", intendiamo che dobbiamo vedere prove convincenti prima di credere".

## Attività

### LoSkeptic Magazine
La Skeptics Society è coinvolta in una serie di attività. Una delle sue attività principali è la pubblicazione della rivista Skeptic. Skeptic è una rivista trimestrale disponibile in abbonamento o nelle principali edicole negli Stati Uniti e in Canada. La rivista esamina molte scienze marginali e affermazioni paranormali. Le sue storie di copertina hanno spaziato dall'esame di presunti UFO in icone religiose e teorie sulla probabilità dell'intelligenza artificiale, a tributi a luminari come Isaac Asimov ed Ernst Mayr. Alcune edizioni presentano sezioni speciali dedicate a un particolare argomento o tema che viene esaminato attraverso più articoli di autori diversi, come il design intelligente e la medicina alternativa. La Skeptics Society pubblica anche eSkeptic, una newsletter settimanale via e-mail su argomenti scettici. La Skeptics Society ospita un sito web contenente informazioni su argomenti relativi allo scetticismo e fornisce informazioni ai media su tali argomenti.

### IlJunior Skeptic
Nella maggior parte delle uscite è contenuta una sezione dedicata ai giovani lettori, di 10 pagine, chiamata Junior Skeptic. Annunciato da una copertina stampata su carta lucida (il resto della rivista è stampato su supporti non lucidi), Junior Skeptic si concentra su un argomento o fornisce istruzioni pratiche, scritte e illustrate, in uno stile più accattivante adatto ai più giovani. Daniel Loxton è il direttore di Junior Skeptic. Scrive e illustra la maggior parte dei numeri della rivista. La prima edizione di Junior Skeptic è apparsa nel volume 6, n. 2 di Skeptic (2000).

### Podcast
La Skeptics Society distribuisce due podcast gratuiti.
- Skepticality è stata adottata come podcast ufficiale del gruppo. È un talk show audio di prim'ordine[11] dedicato alla promozione del pensiero critico e della scienza. Ogni episodio è una rivista audio con segmenti regolari di contributori specializzati in aree specifiche di pensiero critico seguite da contenuti in primo piano sotto forma di intervista con un ricercatore, un autore o un individuo che sta contribuendo a promuovere il pensiero scettico e/o scienza.
- MonsterTalk è lo spettacolo scientifico sui mostri. È un podcast audio gratuito che esamina criticamente la scienza dietro le creature criptozoologiche (e leggendarie), come Bigfoot, il mostro di Loch Ness o lupi mannari. Presentato da Blake Smith e dalla dott.ssa Karen Stollznow, MonsterTalk intervista scienziati e investigatori. Ha ricevuto il premio "The Best Fact Behind Fiction" nel 2012 dai Parsec Awards.[12]

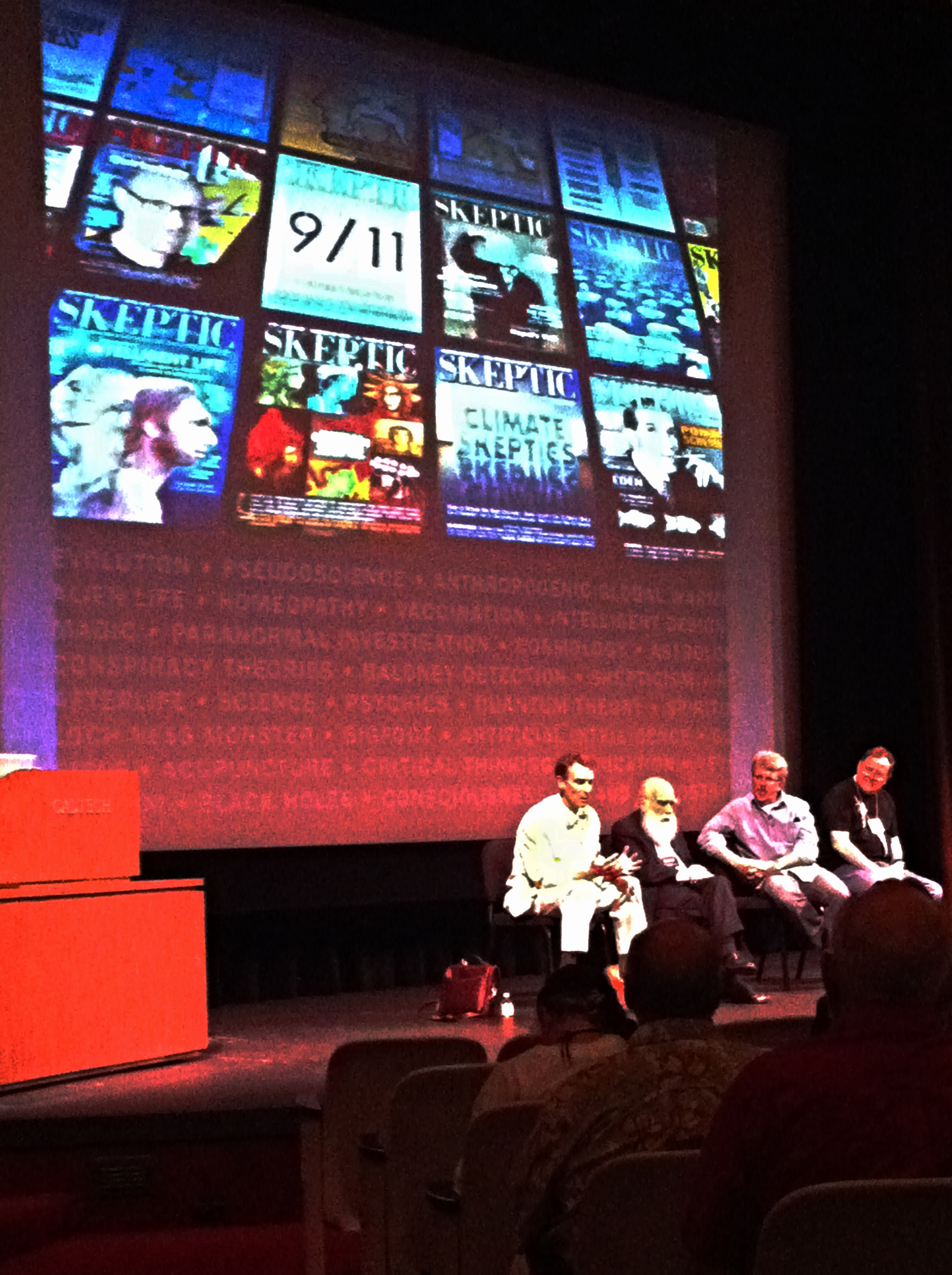
Symposium Panel, 2011

### Serie di lezioni
La Skeptics Society sponsorizza una serie di conferenze al California Institute of Technology. La serie di conferenze Caltech Lecture Series fornisce relatori su una vasta gamma di argomenti relativi a scienza, psicologia, questioni sociali, religione / ateismo, scetticismo, ecc. Tra i relatori precedenti figurano Julia Sweeney, Richard Dawkins, Philip Zimbardo, Dinesh D'Souza, Steven Pinker, Carol Tavris e Sam Harris. Le lezioni si svolgono la domenica pomeriggio e sono aperte al pubblico a un costo nominale. La Skeptics Society vende anche registrazioni delle lezioni. Inoltre, la Skeptics Society ha ospitato la "Conferenza sulle origini" nell'ottobre 2008 con Nancey Murphy, Hugh Ross, Leonard Susskind, Sean Carroll, Paul Davies, Stuart Kauffman, Christof Koch, Kenneth R. Miller, Donald Prothero e Victor J. Stenger. Il 24-26 giugno 2011 l'organizzazione ha anche ospitato il Science Symposium, relatori inclusi: Michael Shermer, James Randi, Bill Nye the Science Guy® e Mr. Deity (Brian Keith Dalton). Il 29–31 maggio 2015 la società degli scettici ha ospitato "In The Year 2525: grande scienza, grande storia e il futuro remoto dell'umanità". Tra i relatori: Richard Dawkins, Jared Diamond, Lawrence Krauss, Esther Dyson, John McWhorter, Ian Morris, Carol Tavris, Gregory Benford, David Brin, Michael Shermer e Donald Prothero.

### Sala lettura
La sala di lettura è una biblioteca che contiene un crescente indice di articoli, recensioni ed editoriali di opinione scelti dai loro archivi, offrendo uno sguardo ai temi che la Società degli Scettici ha esplorato nel corso degli anni.

### Risorse per i corsi di studio
Il Curriculum Resource Center è un deposito gratuito di risorse per insegnare agli studenti come pensare in modo scettico.

## Redazione
| - Arthur Benjamin - Roger Bingham - Napoleone Chagnon - KC Cole - Richard Dawkins - Jared Diamond - Clayton J. Drees - Mark Edward - George Fischbeck - Gregory Forbes - John Gribbin - Christof Koch | - Lawrence M. Krauss - William McComas - Leonard Mlodinow - Richard Olson - Donald Prothero - Nancy Segal - Eugenie Scott - Ambrose Swasey - Julia Sweeney - Frank Sulloway - Carol Tavris - Stuart Vyse |